# Bassin de la Druance
Bassin de la Druance este o arie protejată (sit de importanță comunitară — SCI) din Franța întinsă pe o suprafață de 5.729 ha, integral pe uscat.

## Localizare
Centrul sitului Bassin de la Druance este situat la coordonatele 48°55′01″N 0°38′27″W / 48.91694°N 0.64083°V.

## Înființare
Situl Bassin de la Druance a fost declarat arie specială de conservare în baza directivei 92/43 din 1992 referitoare la conservarea habitatelor naturale și a faunei și florei sălbatice pentru a proteja 5 specii de animale.

## Biodiversitate
Situată în ecoregiunea atlantică, aria protejată nu include niciun habitat protejat.
La baza desemnării sitului se află mai multe specii protejate:
- nevertebrate (1): Austropotamobius pallipes
- pești (4): zglăvoacă (Cottus gobio), Cottus perifretum, cicar (Lampetra planeri), somonul (Salmo salar)

Pe lângă speciile protejate, pe teritoriul sitului au mai fost identificate 1 specie de păsări, 1 specie de pești.